# Kanton Villeneuvois et Villefranchois
Der Kanton Villeneuvois et Villefranchois ist ein französischer Wahlkreis im Département Aveyron in der Region Okzitanien. Er umfasst 20 Gemeinden im Arrondissement Villefranche-de-Rouergue. Bei der landesweiten Neuordnung der französischen Kantone wurde er 2015 neu geschaffen.

## Gemeinden
Der Kanton besteht aus 20 Gemeinden mit insgesamt 10.796 Einwohnern (Stand: 1. Januar 2022) auf einer Gesamtfläche von 385,40 km²:
| Gemeinde                              | Einwohner 1. Januar 2022 | Fläche km² | Dichte Einw./km² | Code INSEE | Postleitzahl |
| ------------------------------------- | ------------------------ | ---------- | ---------------- | ---------- | ------------ |
| Ambeyrac                              | 181                      | 11,24      | 16               | 12007      | 12260        |
| Brandonnet                            | 291                      | 12,22      | 24               | 12034      | 12350        |
| Compolibat                            | 334                      | 17,04      | 20               | 12071      | 12350        |
| Drulhe                                | 451                      | 18,03      | 25               | 12091      | 12350        |
| La Capelle-Balaguier                  | 345                      | 13,36      | 26               | 12053      | 12260        |
| Lanuéjouls                            | 761                      | 12,00      | 63               | 12121      | 12350        |
| Maleville                             | 953                      | 36,35      | 26               | 12136      | 12350        |
| Martiel                               | 989                      | 46,71      | 21               | 12140      | 12200        |
| Montsalès                             | 323                      | 12,47      | 26               | 12158      | 12260        |
| Ols-et-Rinhodes                       | 168                      | 10,82      | 16               | 12175      | 12260        |
| Privezac                              | 342                      | 11,09      | 31               | 12191      | 12350        |
| Sainte-Croix                          | 736                      | 25,88      | 28               | 12217      | 12260        |
| Saint-Igest                           | 181                      | 11,72      | 15               | 12227      | 12260        |
| Saint-Rémy                            | 307                      | 8,98       | 34               | 12242      | 12200        |
| Salvagnac-Cajarc                      | 361                      | 23,19      | 16               | 12256      | 12260        |
| Saujac                                | 125                      | 12,23      | 10               | 12261      | 12260        |
| Savignac                              | 755                      | 15,28      | 49               | 12263      | 12200        |
| Toulonjac                             | 752                      | 7,25       | 104              | 12281      | 12200        |
| Vaureilles                            | 489                      | 14,24      | 34               | 12290      | 12220        |
| Villeneuve                            | 1.952                    | 65,30      | 30               | 12301      | 12260        |
| Kanton Villeneuvois et Villefranchois | 10.796                   | 385,40     | 28               | 1223       | –            |

## Politik
| Vertreter im Departementrat | Vertreter im Departementrat     | Vertreter im Departementrat |
| Amtszeit                    | Namen                           | Partei                      |
| --------------------------- | ------------------------------- | --------------------------- |
| 2015–                       | Jean-Pierre Masbou Gisèle Rigal | DVD                         |